# Aparecida
Aparecida del Norte (en portugués: Aparecida do Norte) es una ciudad ubicada en el interior del estado de São Paulo, donde se halla la Basílica de Nuestra Señora Aparecida, la segunda más grande basílica del mundo, después de la Basílica de San Pedro de la Ciudad del Vaticano.
Localizada en el Valle del Paraíba, al este del Estado de São Paulo, la ciudad de Aparecida del Norte atrae millones de peregrinos de todas las partes del país durante todo el año. Pero es el día 12 de octubre que la ciudad es especialmente visitada por devotos de Nossa Senhora Aparecida. Solamente ese día, más de 200 mil romeros van hasta allá para participar de una de las misas celebradas en la Catedral-Basílica de Nossa Senhora Aparecida, conocida como "Basílica Nova", y en la Basílica Nacional de Aparecida, conocida como “Basílica Vieja”. Durante todo el año la ciudad llega a recibir siete millones de personas. El turismo y las actividades económicas del municipio giran alrededor de la religiosidad celebrada allí, donde existen más de 50 industrias dirigidas hacia el comercio religioso, movido por la fe. La cultura también es notable en la ciudad. Durante todo el día 12 de octubre son realizadas piezas teatrales, exposiciones y cursos de artesanía. La ciudad y las iglesias tienen completa infraestructura para atender a quien llega allí. En el Santuario Nacional de Nossa Senhora los romeros cuentan con ambulatorio médico, bazar, sala de bautizados, capilla de penitencia, salón para las comidas, guardería, aparcamiento, exposición, museo, sala de las promesas y centro de apoyo al romero, donde el comercio religioso es bastante diversificado. Además de las dos iglesias principales, Aparecida do Norte tiene nueve iglesias más que atienden a la población local. En la ciudad hay también un parque temático, con juegos, actividades religiosas y culturales.

## Demografía
| Población histórica del municipio | Población histórica del municipio | Población histórica del municipio | Población histórica del municipio |
| Año                               | Población                         |                                   | %±                                |
| --------------------------------- | --------------------------------- | --------------------------------- | --------------------------------- |
| 1940                              | 9156                              |                                   | —                                 |
| 1950                              | 15 088                            |                                   | 64,8%                             |
| 1960                              | 19 696                            |                                   | 30,5%                             |
| 1970                              | 24 669                            |                                   | 25,2%                             |
| 1980                              | 29 344                            |                                   | 19,0%                             |
| 1991                              | 33 247                            |                                   | 13,3%                             |
| 2000                              | 34 904                            |                                   | 5,0%                              |
| 2010                              | 35 007                            |                                   | 0,3%                              |
| 2022                              | 32 569                            |                                   | −7,0%                             |
| [ 2 ] [ 3 ] [ 4 ] [ 5 ]           |                                   |                                   |                                   |

## Lugares de interés

### Santuario Nacional de Nuestra Señora Aparecida (Basílica Nueva)

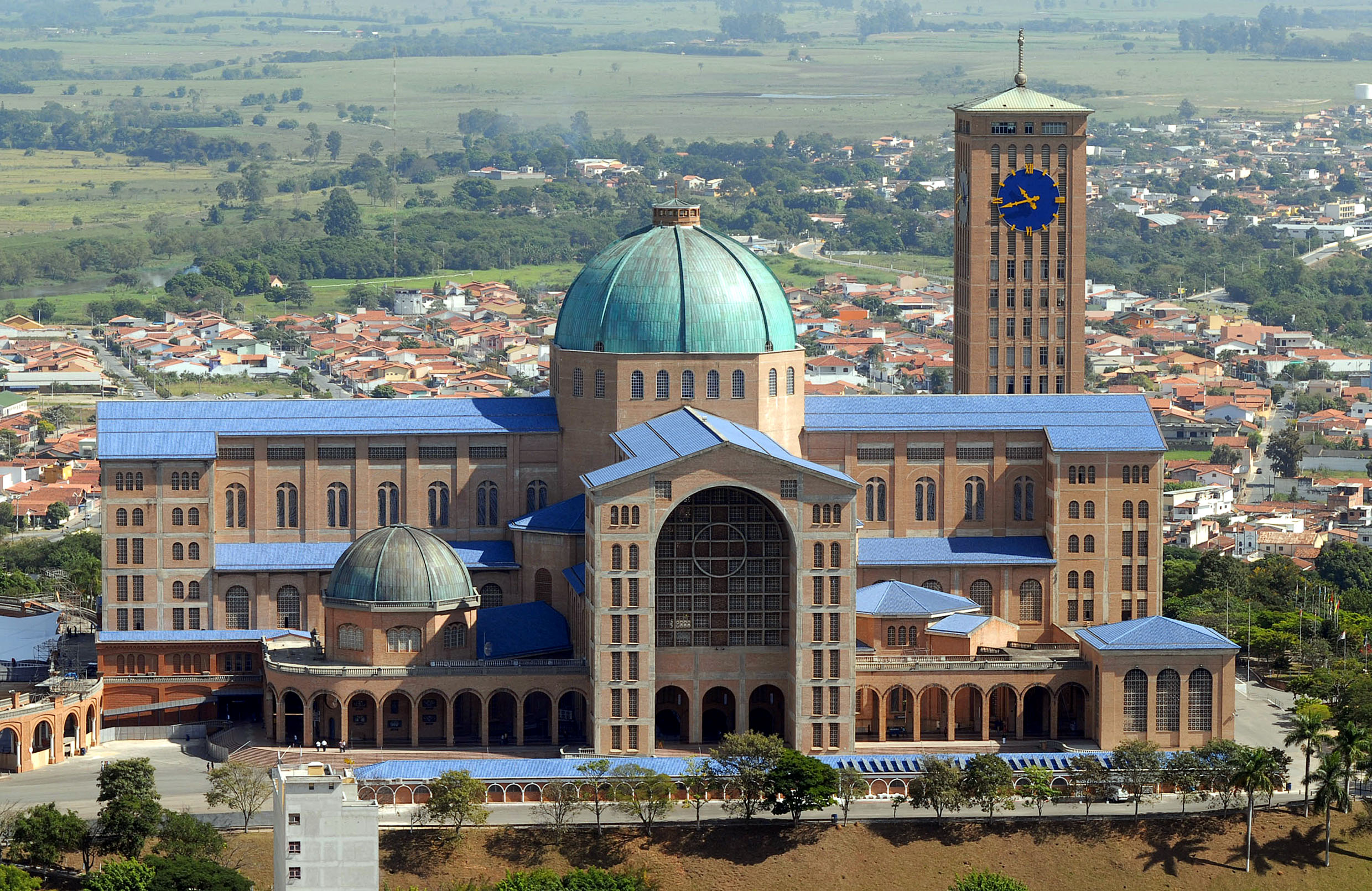
Basílica de Nuestra Señora Aparecida.

Construido a partir de 1955 ese nuevo templo es el mayor de Aparecida, fue proyectado con el objetivo de recibir el número creciente de peregrinos que visitan la ciudad. Esa iglesia fue consagrada por el Papa Juan Pablo II en 1980 y, cuatro años más tarde, la Conferencia Nacional de los Obispos de Brasil declaró oficialmente la basílica de Aparecida como Santuario Nacional. Construido en estilo neorrománico, el templo tiene cuatro naves, formando una cruz. La imagen de Nossa Senhora está en un nicho de mármol y oro dominando el altar mayor.
La Basílica tiene paredes de ladrillos vistos y capacidad para 45 mil personas.
el documento de la aparecida oficial tiene 439.157 caracteres (con espacio) y 71.034 palabras.

### Matriz Basílica de Nossa Senhora Aparecida (Basílica Vieja)
Conocida como Basílica Vieja, la Matriz Basílica de Nossa Senhora Aparecida está conectada a la Matriz Vieja por una pasarela de 500 metros. Su estilo barroco está marcado por dos torres y campanarios.
Los escalones de piedra de la entrada del templo están gastados y marcados por los pies de millones de fieles que visitan el lugar todos los años. El templo ya pasó por reformas y ampliaciones que están registradas en las diversas fechas clavadas en sus imponentes paredes externas. El altar mayor y el retablo fueron esculpidos en mármol de Carrara; los púlpitos y las tallas ornamentales están esculpidas en cedro.

### Capilla de las Velas
La Capilla de las Velas está en la Basílica Vieja. La cantidad de puntos luminosos forma un espectáculo, que emociona a quien llega allí. Son velas de todos los tamaños y formas, que representan los pedidos y los agradecimientos de los fieles.

### Sala de los Milagros
La sala de los Milagros y de las Promesas está en el subsuelo de la Basílica Nueva y es uno de los lugares más visitados del Santuario Nacional. El ambiente fue creado para recibir y exponer las piezas entregadas por los fieles, como las fotografías, que cubren completamente las paredes de la sala.
Pasarela de la Fe
La Pasarela de la Fe fue inaugurada en 1972 para unir la Basílica Vieja a la Basílica Nueva. La construcción en forma de “S” es un homenaje a la Santa Nossa Senhora da Conceição Aparecida. La pasarela es destino cierto para quien visita la ciudad, especialmente los domingos, cuando, en el horario de las misas, la acera acaba repleta de visitantes. La pasarela de la Fe tiene 500m de extensión. En la parte más alta de la Pasarela es posible tener una visión panorámica de la ciudad.

### Centro histórico
Una de las partes con más movimiento de Aparecida, el Centro Histórico es un polo turístico cultural y de ocio de la ciudad. Localizado alrededor de la Basílica Vieja, el lugar abriga bares, restaurantes, tiendas, hoteles y el centro comercial abierto.

### Iglesia de São Benedito
Los ángeles esculpidos en la puertas y laterales del templo son los mayores y más bellos destaques de la iglesia de São Benedito, inaugurada en 1924. La simplicidad de su única torre demuestra la simplicidad da construcción. 

### Morro Do Cruzeiro
El “Morro do Cruzeiro” (colina del crucero) es el lugar escogido todos los años para la representación de la Vía Sacra, los viernes de Cuaresma. El lugar fue totalmente reformado para recibir los millares de visitantes que pasan por allí. En el Morro do Cruzeiro fueron construidas, en bronce y estilo neoclásico, las 14 estaciones de la Vía Sacra.

### Teleférico Aparecida
Es parte del complejo, y transporta hasta 12 pasajeros por unidad. Su destino solo demora unos pocos minutos y termina sobre un punto más alto, donde está construida una cruz de 20 metros, ubicada en un punto de una hermosa vista del pequeño valle.

## Fiesta de Nossa Senhora Aparecida
La Fiesta de Nossa Senhora Aparecida es realizada entre los días 3 y 12 de octubre, con una novena festiva en la Basílica Nova. La fiesta atrae turistas de toda a región del Valle del Paraíba, de Brasil y también del mundo. A las 18h del día 12, una procesión sigue desde la Basílica Vieja y recorre las calles de la ciudad hasta el Santuario Nacional. En el fin de la caminata son realizados shows musicales en el Patio de las Palmeras. 